# اوچ‌قزل
اوچ‌قزل (به ازبکی: Uchqizil) یک روستا و مرکز شهرستان ترمذ در استان سُرخان‌دریای ازبکستان است. اوچ‌قزل ۳٬۴۰۸ نفر جمعیت دارد.